# Oceanites gracilis
Oceanites gracilis е вид птица от семейство Hydrobatidae.

## Разпространение
Видът е разпространен в Еквадор, Колумбия, Перу и Чили.